# Gitárosok listája betűrendben
Ez a lista betűrendben tartalmazza az ismertebb gitárosokat. A stílusok szerinti listát a következő lapon találod: Gitárosok listája stílusuk szerint
| Ábécé szerinti tartalomjegyzék                                        |
| --------------------------------------------------------------------- |
| A B C Cs D E F G Gy H I J K L M N Ny O P Q R S Sz T Ty U V W X Y Z Zs |

## A
- John Abercrombie
- Mick Abrahams (Jethro Tull)
- Jim Adkins (Jimmy Eat World)
- Willie Adler (Lamb of God)
- Jan Akkerman (Focus)
- Alapi István (Edda)
- Duane Allman (The Allman Brothers Band)
- Quinn Allman (The Used)
- Carlos Alomar
- Amen (Lordi)
- Trey Anastasio (Phish)
- Anchang (Sex Machineguns)
- Ian Anderson (Jethro Tull)
- Magnus Andersson
- Ace Andres (The X-15's)
- Michael Angelo Batio (Nitro, Holland)
- Billie Joe Armstrong (Green Day)
- Tim Armstrong (Operation Ivy, Rancid)
- Sergio Assad
- Peter Asher (Peter and Gordon)
- Ron Asheton (The Stooges)
- Chet Atkins
- Berton Averre (The Knack)
- Akija (Kagrra)
- Ame (Mayakashi)
- Aoi (The Gazette)
- Nana (Mayakashi)
- António Chainho
- Bryce Avary (The Rocket Summer)
- Thomas Rune Andersen (Dimmu Borgir, Old Man's Child)

## B
- Randy Bachman (Bachman-Turner Overdrive, The Guess Who)
- Baden Powell de Aquino
- Brian Baker (Minor Threat, Dag Nasty, Bad Religion)
- Dave Baksh (alapító gitáros volt a Sum 41-ban, most a Brown Brigade-ben)
- David Ball (Soft Cell)
- Perry Bamonte (The Cure)
- Bródy János (Illés, Fonográf)
- Bernáth Ferenc
- Paul Banks (Interpol)
- Carl Barat (The Libertines, Dirty Pretty Things)
- Martin Barre (Jethro Tull)
- Syd Barrett (Pink Floyd)
- Agustín Barrios
- Jennifer Batten
- Roland Bautista (eredetileg az Earth, Wind & Fire gitárosa, majd később újra csatlakozott a zenekarhoz 1981-től 1983-ig)
- Jeff "Skunk" Baxter (Steely Dan, The Doobie Brothers)
- Brendan Bayliss (Umphrey's McGee)
- Reb Beach (Winger)
- Corey Beaulieu (Trivium)
- Beck
- Jeff Beck (The Yardbirds, Jeff Beck Group)
- Jason Becker (Cacophony, David Lee Roth)
- Walter Becker (Steely Dan)
- Johanna Beisteiner
- Adrian Belew
- Brian Bell (Weezer)
- Matthew Bellamy (Muse)
- David Bense
- Chuck Berry
- John Berry (Jacob's Dream)
- Nuno Bettencourt (Extreme)
- Dickie Betts(The Allman Brothers)
- Kat Bjelland (Babes in Toyland)
- Clint Black
- Ritchie Blackmore (Deep Purple, Rainbow, Blackmore’s Night)
- Norman Blake
- Ron Block (Alison Krauss)
- Mike Bloomfield
- Marc Bolan (T.Rex)
- Tommy Bolin (Deep Purple)
- Ben Bolt
- Bono (U2)
- Wes Borland (Limp Bizkit)
- Pierre Bouvier (Simple Plan)
- James Dean Bradfield (Manic Street Preachers)
- Julian Bream
- Devin Bronson (Avril Lavigne), (Kelly Clarkson)
- Meredith Brooks
- Michael Bruce(Alice Cooper)
- Buckethead (Guns N’ Roses), (Giant Robot)
- Lindsey Buckingham (Fleetwood Mac)
- Jeff Buckley
- Peter Buck (R.E.M.)
- Jonathan Butler
- James Burton
- Glen Buxton (Alice Cooper)
- David Byrne (Talking Heads, szóló)

## C
- Charlotte Caffey (The Go-Go’s)
- Randy California (Spirit)
- Jo Callis (The Rezillos, The Human League – mindkét bandában alapító tag)
- Glen Campbell
- Mike Campbell (Tom Petty)
- Phil Campbell (Motörhead)
- Vivian Campbell (Dio, Whitesnake, Def Leppard)
- Mike Campese
- Pedro Caparros (Breed77)
- Jerry Cantrell (Alice in Chains)
- Larry Carlton
- Al Casey
- Jeff Catania (Hall & Oates)
- Csiszér Levente (Kárpátia)
- Philip Catherine
- Eugene Chadbourne
- Bill Champlin (The Sons of Champlin)
- Chris Chasse (Rise Against)
- Chris Cheney (The Living End)
- John Christ (Danzig)
- Stephen Christian (Anberlin)
- Jake Cinninger (Umphrey's McGee)
- Circuit.V.Panther (Sex Machineguns)
- Rama Claproth
- Eric Clapton (John Mayall's Bluesbreakers, The Yardbirds, Cream, szóló)
- Roy Clark
- Steve Clark (Def Leppard)
- "Fast" Eddie Clarke (Motörhead)
- Gilby Clarke (Guns N’ Roses, szóló)
- Dave Clo
- Kurt Cobain (Nirvana)
- Eddie Cochran
- Yamandu Costa
- Kevin Cadogan (Third Eye Blind)
- Dimitri Coats (Burning Brides)
- Jesse Colburn (Avril Lavigne), (Closet Monsters)
- Phil Collen (Def Leppard)
- Albert Collins
- Allen Collins (Lynyrd Skynyrd)
- Paul Colman (Newsboys), (Paul Colman Trio)
- Ry Cooder (Captain Beefheart, The Seeds)
- Jeff Cook (Alabama)
- Rusty Cooley (Revolution, Dominion, Outworld, szóló)
- Gaz Coombes (Supergrass)
- Korey Cooper (Skillet)
- Francesco Corbetta
- Billy Corgan (The Smashing Pumpkins)
- Larry Coryell
- Robert Cray
- Steve "The Colonel" Cropper (Mar-Keys)
- Csáki András
- Rivers Cuomo (Weezer)
- Csík Adolf (Wien)

## D
- Denis D'Amour (Voivod)
- Die (Dir en grey)
- Donnie Dacus
- Dick Dale
- Brody Dalle (The Distillers)
- Jean Pierre Danel
- Glenn Danzig (Danzig)
- Dimebag Darrell (Pantera, Damageplan)
- Lenny Davidson (The Dave Clark Five)
- Dave Davies (The Kinks)
- Ray Davies (The Kinks)
- John Deacon (Queen)
- Chris DeGarmo (Queensrÿche)
- Dean DeLeo (Stone Temple Pilots)
- Tom Delonge (Blink-182, Angels and Airwaves)
- Brad Delson (Linkin Park)
- Bo Diddley
- Ani Difranco
- Pete Doherty (The Libertines, Babyshambles)
- Dan Donegan (Disturbed)
- Jerry Douglas
- "Captain" Kirk Douglas (The Roots)
- K.K. Downing (Judas Priest)
- Dr. Know (Bad Brains)
- Roland Dyens

## E
- The Edge (David Evans) (U2)
- Nokie Edwards (The Ventures)
- Mattias Eklundh (Freak Kitchen)
- Eötvös József
- Thomas Erak (The Fall of Troy)
- Euronymous (Mayhem)
- Tommy Emmanuel

## F
- Faraz Anwar (Mizraab, Dusk, szóló)
- Nick Falcon (The Young Werewolves)
- Andrew Farriss (INXS)
- Tim Farriss (INXS)
- Danny Felice (Breed 77)
- Robin Finck (Nine Inch Nails, Guns N’ Roses)
- Jon Finn (Jon Finn Group)
- Bradley Fish
- Eliot Fisk
- John Flansburgh (They Might Be Giants)
- John Fogerty (Creedence Clearwater Revival)
- Tom Fogerty (Creedence Clearwater Revival)
- Ben Folds (Ben Folds Five), szóló)
- Jerome Fontamillas (Switchfoot)
- Lita Ford (The Runaways)
- Robben Ford
- Chris Foreman (Madness)
- Jon Foreman (Switchfoot)
- Richard Fortus (Pale Divine, Psychedelic Furs, Love Spit Love, Guns N’ Roses)
- Oz Fox (Stryper, SinDizzy)
- Peter Frampton (The Herd, Humble Pie)
- Black Francis (vagy Frank Black) (Pixies, szóló)
- Lars Frederiksen (Rancid and Lars Frederiksen and the Bastards)
- Tony Fredianelli (Third Eye Blind)
- Ace Frehley (KISS)
- Matthew Friedberger (The Fiery Furnaces)
- Marty Friedman (Megadeth, Cacophony)
- Robert Fripp (King Crimson)
- Fred Frith (Henry Cow, Art Bears)
- Edgar Froese (Tangerine Dream)
- John Frusciante (Red Hot Chili Peppers)
- Bobby Fuller (The Bobby Fuller Four)

## G
- Gőcze Norbert (Half Pipe)
- Noel Gallagher (Oasis)
- Rory Gallagher
- Frank Gambale
- Jerry Garcia (Grateful Dead)
- Synyster Gates (Avenged Sevenfold)
- Danny Gatton
- Björn Gelotte (In Flames)
- Janick Gers (Iron Maiden)
- Gligor János (Half Pipe)
- Barry Gibb (Bee Gees)
- Billy Gibbons (ZZ Top)
- Paul Gilbert (Mr. Big, Racer X)
- David Gilmour (Pink Floyd)
- Vince Gill (Pure Prarie League, szóló)
- Greg Ginn (Black Flag)
- Chad I. Ginsburg (CKY)
- Bobby Gonzales (Earth, Wind, & Fire)
- Dave Gonzalez (Gary Lewis & the Playboys)
- Scott Gorham (Thin Lizzy)
- Stone Gossard (Green River, Mother Love Bone, Temple of the Dog, Pearl Jam)
- Manuel Göttsching (Ash Ra Tempel, Ashra)
- Mick Grabham (Procol Harum)
- Johnny Graham (Earth, Wind & Fire)
- Dallas Green
- Peter Green (Fleetwood Mac)
- Steve Green (Play Dead)
- Jonny Greenwood (Radiohead)
- David Grier
- Carl Johan Grimmark (Narnia, Rob Rock, Saviour Machine)
- Dave Grohl (Foo Fighters)
- Todd Grubbs
- Aaron Guerra Tourniquet
- Tracii Guns (L.A. Guns, Guns N’ Roses, Brides of Destruction)
- Brett Gurewitz (Bad Religion)
- Buddy Guy

## H
- Steve Hackett (Genesis, szólókarrier)
- Ollie Halsall (Patto, The Rutles, Kevin Ayers)
- Chuck Hammer (Lou Reed, David Bowie, Guitarchitecture)
- Kirk Hammett (Metallica), (Zodiac)
- Albert Hammond Jr (The Strokes, szóló)
- Jeff Hanneman (Slayer)
- Kai Hansen (Gamma Ray)
- Joel Hanson (PFR)
- Fareed Haque (Garaj Mahal)
- Dhani Harrison
- George Harrison (The Beatles)
- Charlotte Hatherley (Ash, szóló)
- Sean Hayter (Lucius Hunt)
- Justin Hayward (The Moody Blues)
- Matt Heafy (Trivium)
- Michael Hedges
- Jim "Reverend Horton" Heath
- Marcus Henderson (Drist, szóló)
- Jimi Hendrix (The Jimi Hendrix Experience, Band of Gypsys)
- Luc Hensill (The Klan (Mod Freakbeat Garage Psych), Tomahawk Blues Band, Flesh Colour)
- Oli Herbert (All That Remains)
- James Hetfield (Metallica)
- Greg Hetson (Bad Religion, The Circle Jerks)
- Hide (X Japan)
- Hiroto (Alice Nine)
- MJ Hibbett
- Hizaki (Versailles)
- Susanna Hoffs (The Bangles)
- James Hogan (Left For Dead)
- Buddy Holly
- Joshua Homme (Kyuss, Queens of the Stone Age)
- James Honeyman-Scott (The Pretenders)
- Matt Hoopes (Relient K)
- Tomoyasu Hotei (Boøwy)
- Michael Houser (Widespread Panic)
- Greg Howe
- Steve Howe (Yes)
- Porter Howell (Little Texas
- Keith Howland(Chicago)
- Brodie Foster Hubbard
- Chrissie Hynde (The Pretenders)
- Heitor Teixeira Pereira (ex-Simply Red)
- Billy Howerdel (A Perfect Circle)

## I
- James Iha (The Smashing Pumpkins, A Perfect Circle)
- Tony Iommi (Jethro Tull, Black Sabbath)
- Scott Ian (Anthrax)
- Frank Iero (My Chemical Romance)
- Inoran (Luna Sea)
- Izzy Stradlin (Guns N’ Roses)

## J
- Jari Mäenpää (Wintersun , Ensiferum)
- Tito Jackson (The Jackson 5)
- Dan Jacobs (Atreyu)
- Al Jardine (The Beach Boys)
- Stephan Jenkins (Third Eye Blind)
- Joan Jett (The Runaways)
- John 5 (Marilyn Manson)
- Daniel Johns (Silverchair)
- Eric Johnson
- Jack Johnson
- Robert Johnson
- Adam Jones (Tool)
- Brian Jones (The Rolling Stones)
- Mick Jones (Foreigner)
- Mick Jones (The Clash)
- Steve Jones (Sex Pistols)
- Juanes
- Janick Gers (Iron Maiden)
- Joe Bonamassa
- Joey DeMaio (Manowar)

## K
- Kaoru (Dir en grey)
- Alex Kapranos (Franz Ferdinand)
- Dr Nico Kasanda
- Ben Kasica (Skillet)
- Terry Kath (Chicago)
- Jorma Kaukonen (Jefferson Airplane)
- Kavaszaki Rjó
- Phil Keaggy
- Daniel Kessler (Interpol)
- Dave Keuning (The Killers)
- Albert King
- B.B. King
- Freddie King
- Kerry King (Slayer)
- Bill Kirchen (Commander Cody and His Lost Planet Airmen)
- Kôji Kiriki (Malice Mizer, Eve of Destiny)
- Mark Knopfler (Dire Straits)
- Peter Koppes (The Church)
- Leo Kottke
- Richie Kotzen
- Wayne Kramer (MC5)
- Robby Krieger (The Doors)
- Chad Kroeger (Nickelback)
- Richard Kruspe (Rammstein)
- Karl Logan (Manowar)
- Greg Kriesel (The Offspring)

## L
- Shawn Lane
- Ler LaLonde (Primus)
- Paul Landers (Rammstein)
- Avril Lavigne
- Alexi Laiho (Children of Bodom)
- Albert Lee
- Alvin Lee (Jaybirds, Ten Years After)
- Sebastien Lefebvre (Simple Plan)
- Gary Lenaire (Cripple Need Cane)
- John Lennon (The Beatles)
- Julian Lennon
- Sean Lennon
- Herman Li (DragonForce)
- Ottmar Liebert
- Alex Lifeson (Rush)
- Jani Liimatainen (Sonata Arctica)
- Mikko Viljami Lindström(HIM)
- Jeff Linsky
- Tom Linton (Jimmy Eat World)
- Russell Lissack (Bloc Party)
- Kerry Livgren (Kansas)
- Richard Lloyd (Television)
- Chuck Loeb
- Dang Ngoc Long
- Joe Long (The Four Seasons)
- Courtney Love
- Omar Rodriguez-Lopez (The Mars Volta)
- Jörn Viggo Lofstad (Pagan’s Mind)
- Paco De Lucia
- Steve Lukather (Toto)
- Uwe Lulis (Rebellion)
- George Lynch (Dokken)
- Laszlo Lukacs (Universal)

## M
- László Máthé (Diablodic Tormentor), (Pangea), (Preachers)
- Shane MacGowan (The Pogues)
- Daron Malakian (System of a Down)
- Stephen Malkmus (Pavement)
- Yngwie J. Malmsteen
- Móricz Mihály (Sakál-Vokál, Tolcsvayék és a Trió, Fonográf, NO coMMent)
- Kee Marcello (Europe)
- Molnár Péter (Mr. Impera (Peter Wartooth))
- Frank Marino (Mahogany Rush)
- Johnny Marr (The Smiths)
- Steve Marriott (Small Faces, Humble Pie)
- Tak Matsumoto (B'z)
- John McGeoch (Magazine, Visage, Siouxsie and the Banshees, Public Image Ltd, The Armoury Show)
- Tim McIlrath (Rise Against)
- Wade MacNeil (Alexisonfire)
- Julian Mandrake, Canvas
- Mick Mars (Mötley Crüe)
- Gerry Marsden (Gerry and the Pacemakers)
- Mike Marson (VaiN)
- Brent Mason
- Brian May (Queen)
- John Mayer
- Steve Mazur (Our Lady Peace)
- Carlo Marchione
- J. Mascis (Dinosaur Jr)
- Nick McCarthy (Franz Ferdinand)
- Paul McCartney (The Beatles, Wings)
- Mike McCready (Pearl Jam)
- Roger McGuinn (The Byrds)
- Duff McKagan (Guns N’ Roses), (Velvet Revolver), (Neurotic Outsiders)
- Al McKay (Earth, Wind & Fire, L.A. All Stars)
- James Mead (Kutless)
- Wendy Melvoin
- Pat Metheny (Pat Metheny Group)
- Alyson Michalka (Aly & AJ)
- Amanda Michalka (Aly & AJ)
- Joseph Milligan (Anberlin)
- Amy Millan (Stars)
- Dan Miller (They Might Be Giants)
- Deron Miller (CKY)
- Nuno Mindelis
- Ben Mink
- Roman Miroshnichenko
- Kim Mitchell
- Miyavi
- Molnár (Cseresznye) Levente (Tankcsapda)
- Gary Moore (Thin Lizzy, Skid Row)
- Greg "G-Mo" Moore (Earth, Wind, & Fire)
- Nathan Moore (ThaMuseMeant)
- Scotty Moore
- Thurston Moore (Sonic Youth)
- Tom Morello (Rage Against The Machine, Audioslave)
- Sterling Morrison (The Velvet Underground)
- Steve Morse (Steve Morse Band, Deep Purple)
- Mark Morton (Lamb of God)
- Derek "Chap Stique" Mount (Family Force 5)
- Alonso Mudarra
- James Murphy (Death, Testament)
- Matt "Guitar" Murphy
- Dave Mustaine (Megadeth)
- Dave Murray (Iron Maiden)

## N
- Dave Navarro (Jane’s Addiction, Red Hot Chili Peppers)
- Joe Negri
- Graeme Nicholls (We Be The Echo, Voorhees, Break It Up)
- Rick Nielsen (Cheap Trick)
- Ricky Nelson
- Jon Noble (Jacob's Dream)
- Aaron North (The Icarus Line, Nine Inch Nails)
- John Norum (Europe, Dokken)
- Paulinho Nogueira
- Ted Nugent (The Amboy Dukes, Damn Yankees)

## O
- Ed O'Brien (Radiohead)
- Mark O’Connor
- John Oates (Hall & Oates)
- Erkan Ogur (Telvin)
- Jimmy Olander (Diamond Rio)
- Mike Oldfield
- Solomon "Soul Glow Activator" Olds (Family Force 5)
- Criss Oliva (Savatage)
- Shavo Odadjian (System of a Down)

## P
- Jimmy Page (The Yardbirds, Led Zeppelin)
- Brad Paisley
- Rick Parfitt (Status Quo)
- Joe Pass
- Ryan Peake (Nickelback)
- Andreas Paolo Perger
- Pata (X Japan)
- Kirk Pengilly (INXS)
- Carl Perkins
- Joe Perry (Aerosmith)
- Tom Petty
- Vicki Peterson (The Bangles)
- John Petrucci (Dream Theater, szóló)
- Al Pitrelli (Savatage, Trans-Siberian Orchestra, Asia, Megadeth)
- Chris Poland (Megadeth)
- Alberto Ponce
- Prince
- Jade Puget (Redemption 87, AFI)

## R
- Trevor Rabin (Yes)
- Radics Béla (Tűzkerék, Taurus)
- Mick Ralphs (Mott the Hoople, Bad Company)
- Johnny Ramone (The Ramones)
- Lee Ranaldo (Sonic Youth)
- Lou Reed (The Velvet Underground)
- Vernon Reid (Living Colour)
- Django Reinhardt
- Rick Renstrom (Rob Rock)
- Sheldon Reynolds (The Commodores, Earth, Wind, & Fire)
- Randy Rhoads (Quiet Riot, Ozzy Osbourne)
- Tony Rice
- Keith Richards (The Rolling Stones)
- Max Richards (The Bonfire Of The Vanities)
- Mike Riggs (Rob Zombie, Scum of the Earth)
- Donald "Buck Dharma" Roeser (Blue Öyster Cult)
- Alison Robertson (The Donnas)
- Brian Robertson (Thin Lizzy, Motörhead)
- Robbie Robertson (The Band)
- Omar Rodriguez-Lopez (At the Drive-In, De Facto, The Mars Volta)
- Michael Romeo (Symphony X)
- James Root (Slipknot)
- Ryan Ross (Panic! at the Disco)
- Francis Rossi (Status Quo)
- Richard Rossi
- Uli Jon Roth (Scorpions)
- Gary Rossington (Lynyrd Skynyrd)
- Rubcsics Richárd (Ossian)
- Terje Rypdal
- Johnny Rzeznik (The Goo Goo Dolls)

## S
- Liam Snell (Twice Told Tales)
- David St. Hubbins (Spinal Tap)
- Richie Sambora (Bon Jovi)
- Szörényi Levente (Mediterrán (együttes), Balassa, Illés, Fonográf)
- Carlos Santana (Santana)
- Joey Santiago (Pixies, The Martinis)
- Yağmur Sarıgül (maNga)
- Mana (Malice Mizer, Moi Dix Mois)
- Joe Satriani
- Jon Schaffer (Iced Earth)
- Michael Schenker
- Eric Schermerhorn (David Bowie, Iggy Pop, They Might Be Giants)
- Neal Schon
- Szörényi Szabolcs (Illés, Fonográf)
- Jon Schneck (Relient K, régebben Audio Adrenaline)
- Andrés Segovia
- Brian Setzer (The Stray Cats, Brian Setzer Orchestra)
- Del Shannon
- Tommy Shannon
- Rodney Sheppard (Sugar Ray)
- Kevin Shields (My Bloody Valentine)
- Kenny Wayne Shepherd
- Chris Shiflett (Foo Fighters)
- Drew Shirley (Switchfoot)
- Ryan Shrout (Kutless)
- Kyle Shutt (The Sword)
- Matt Skiba (Alkaline Trio)
- Tim Skipper (House of Heroes)
- Alex Skolnick (Testament, Savatage, Trans-Siberian Orchestra)
- Skwisgaar Skwigelf (Dethklok)
- Slash (Guns N’ Roses, Slash’s Snakepit, Velvet Revolver, Slash's Blues Ball, Road Crew)
- Zach Shapiro (Twice Told Tales)
- Hillel Slovak (Red Hot Chili Peppers, What Is This?)
- Fred Sonic Smith (MC5, Sonic's Rendezvous Band)
- Adrian Smith (Iron Maiden)
- Matt Smith (Theocracy)
- G.E. Smith (Hall & Oates)
- Robert Smith (The Cure)
- Donita Sparks (L7)
- Bruce Springsteen
- John Squire (The Stone Roses)
- Tim Stafford (Blue Highway)
- Keith Stalcup (Statler Brothers, Mary Chapin Carpenter, Jerry Lee Lewis)
- Paul Stanley (KISS)
- Steve Stevens (Billy Idol)
- Stephen Stills (Buffalo Springfield, Crosby, Stills, Nash and Young)
- Jeff Stinco (Simple Plan)
- Andrew Stockdale (Wolfmother)
- Mike Stone (Queensrÿche)
- Izzy Stradlin' (Guns N’ Roses, Izzy Stradlin' & Ju Ju Hounds)
- Nathan Strayer (Anberlin)
- Jesper Strömblad (In Flames)
- Joe Strummer (The Clash)
- Joe Stump
- Patrick Stump (Fall Out Boy)
- Sugizo (Luna Sea, X Japan)
- Muhammed Suiçmez (Necrophagist)
- Frankie Sullivan (Survivor)
- 'Big' Jim Sullivan
- Andy Summers (The Police)
- Bernard Sumner (Joy Division, New Order)
- Bryan Sutton
- Matthew Sweet
- Michael Sweet (Stryper)
- John Sykes
- Sin (Kagrra)
- Saya (Mayakashi.)
- Synyster Gates (Avenged Sevenfold.)

## T
- Ty Tabor (King’s X)
- Tátrai Tibor (Hobo Blues Band, Tátrai Band)
- Evan Taubenfeld (Avril Lavigne), (Ditch Ruxton), (Black List Club)
- Martin Taylor
- Tolcsvay László (Tolcsvay-trió, Tolcsvayék és a Trió, Fonográf)
- Mick Taylor (The Rolling Stones)
- Kim Thayil (Soundgarden)
- Tommy Thayer (KISS)
- Matt Thiessen (Relient K, Matthew Thiessen and the Earthquakes)
- Mick Thomson (Slipknot)
- Porl Thompson (The Cure)
- George Thorogood
- Eidan Thorr (Valient Thorr)
- Odinn Thorr (Valient Thorr)
- Richard Thompson (Fairport Convention)
- Lüpüs Thünder (Bloodhound Gang)
- Johnny Thunders (The Heartbreakers)
- Glenn Tipton (Judas Priest)
- Paul Tobias/Paul Huge (Guns N’ Roses)
- Timo Tolkki (Stratovarius)
- Toquinho
- Tora (Alice Nine)
- Ray Toro (My Chemical Romance)
- Sam Totman (Dragonforce)
- Ralph Towner (Oregon)
- Mark Lee Townsend (dc Talk)
- Pete Townshend (The Who)
- Joseph Trohman (Fall Out Boy)
- Robin Trower (Procol Harum, Robin Trower Band)
- Nigel Tufnel (Spinal Tap)
- Corin Tucker (Heavens to Betsy, Sleater-Kinney)
- Luca Turilli (Rhapsody of Fire)
- Dan Tyminski (Alison Krauss, Lonesome River Band, O Brother Where Art Thou?)

## U
- Keith Urban (The Ranch, szóló)
- Midge Ure (Slik, The Rich Kids, Thin Lizzy, Ultravox, Visage)
- Uruha real name:Takashima Kouyou The GazettE (szóló)

## V
- Vito Bratta (White Lion)
- Steve Vai (Frank Zappa, Alcatrazz, Whitesnake, szóló)
- Adrian Vandenberg (Whitesnake, Vandenberg)
- Eddie Van Halen (Van Halen)
- Jimmie Vaughan (Stevie Ray's brother, Fabulous Thunderbirds)
- Stevie Ray Vaughan
- Ritchie Valens
- Nick Valensi (The Strokes)
- Hilton Valentine (The Animals)
- Zacky Vengeance (Avenged Sevenfold)
- Tom Verlaine (Television)
- Vinnie Vincent (KISS)

## W
- Paul Waaktaar-Savoy (a-ha)
- Patrick Walden (Babyshambles, Fluid and the White Sport)
- Gordon Waller (Peter and Gordon)
- Joe Walsh (James Gang, The Eagles)
- Toki Wartooth (Dethklok)
- Muddy Waters
- Sean Watkins (Nickel Creek)
- Doc Watson
- Gentry Webb (The Cooters)
- Paul Weller (The Jam, The Style Council, szóló)
- Howard Werth (Audience)
- Tim Wheeler (Ash)
- Clarence White (The Byrds, Kentucky Colonels)
- Deryck Whibley (Sum 41)
- Jack White (The White Stripes), (Raconteurs)
- Jason White (Green Day)
- Brad Whitford (Aerosmith)
- Slim Whitman
- Jane Wiedlin (The Go-Go’s)
- John Williams
- Rich Williams (Kansas)
- Pete Willis (Def Leppard)
- Marty Willson-Piper (The Church)
- Carl Wilson (The Beach Boys)
- Nancy Wilson (Heart)
- Michael Wilton (Queensrÿche)
- Johnny Winter
- Howlin' Wolf
- Craig Wood (Avril Lavigne), (Gob)
- Ronnie Wood (Faces, The Rolling Stones)
- Tom Wright (Slipstream)
- Zakk Wylde (Black Label Society)
- Brian Welch (Korn)
- Kevin Wasserman (The Offspring)

## Y
- Narciso Yepes
- Thom Yorke (Radiohead)
- Angus Young (AC/DC)
- Malcolm Young (AC/DC)
- Neil Young (Buffalo Springfield, Crosby, Stills, Nash & Young)
- Masahiko Yuuki (Λucifer)

## Z
- Roy Z (Rob Rock, Bruce Dickinson)
- Robin Zander (Cheap Trick)
- Dweezil Zappa
- Frank Zappa
- Vadim Zilberstein (Earth, Wind, & Fire, Chaka Khan)